# Bootloader PDA
Bootloader je součást PDA/MDA, jehož úkolem je zapnutí hardware a spuštění IPL. Někdy je také pod názvem bootloader myšlena dvojice IPL, SPL. 

## Bootloader
Bootloader hraje zásadní roli při nahrávání nových ROM, Radio_ROM (někdy označované jen jako Radio) a Ext_ROM. Na rozdíl od PC se bootloader u PDA spouští jen zřídka při spuštění uživatelem nebo při zavádění nových ROM. Je to dáno tím, že PDA se standardně nevypínají, ale jen uspávají.
Postup pro spuštění bootloaderu se u jednotlivých PDA liší, zpravidla se jedná o kombinaci stisku několika hw kláves a reset pinu. Při spuštění bootloaderu se na pozadí obrazovky objeví červený, zelený a modrý pruh a pod nimi je bílé místo. Nahoře jsou napsány aktuální verze IPL a SPL. Černým písmem na bílém pruhu je uvedeno, zda je zařízení připojeno kabelem k PC (detaily viz obrázek).

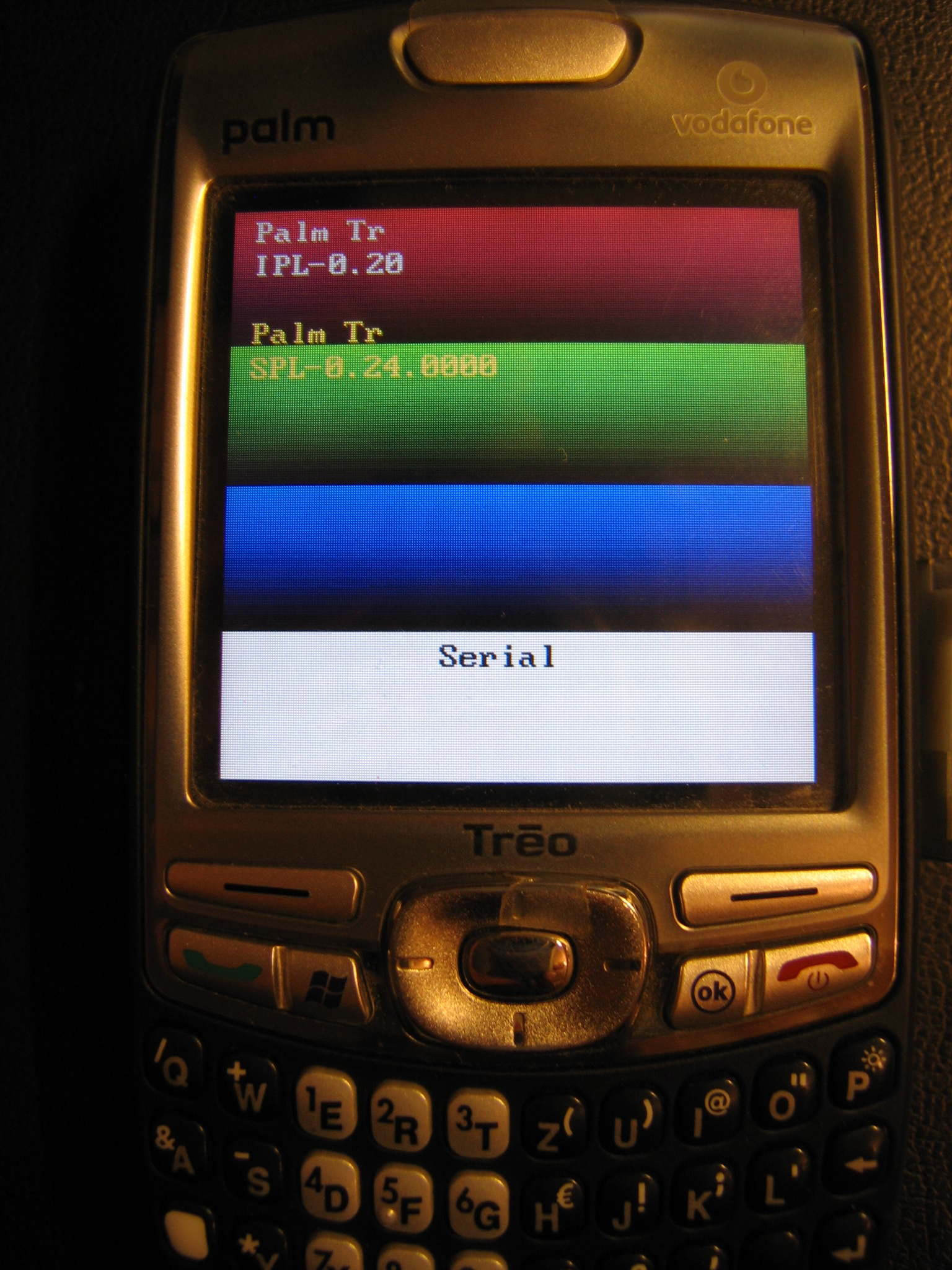
Bootloader u MDA Palm Treo 750

### IPL
IPL (= tzv. initial program loader) je program velice podobný BIOSu u PC, jeho úkolem je mimo jiné spuštění SPL. U PDA je možné nahrání jiné verze IPL. Při nahrávání nové verze IPL se zpravidla současně nahraje i nové SPL. Většinou se to provádí z důvodu odstranění CID locku. IPL je závislé na typu konkrétního zařízení. Nahrání špatného typu IPL do zařízení může mít vážnější následky než zavedení špatné verze ROM.

K nahrání nové verze IPL a SPL také někdy dochází při aktualizaci nové oficiální ROM. Tj. aktualizujete nejen ROM (tj. operační systém) ale i zaváděcí programy (tj. IPL a SPL) a mnohdy i Radio_ROM a Ext_ROM.

### SPL
SPL (= tzv. secondary program loader) je zodpovědný za spuštění aktuálního operačního systému z ROM. SPL je stejně jako IPL vázáno na konkrétní typ zařízení.
HardSPL je konkrétní verze SPL, která neobsahuje CID lock. Tím umožňuje nahrání libovolné ROM.

SSPL je konkrétní verze SPL, která funguje z RAM a umožňuje tak zavedení jak nového bootloaderu tak i jednotlivých ROM.

## ROM
Pojem ROM (= read only memory) u PDA/MDA znamená paměť, do které lze zapisovat jen ve zvláštním režimu. ROM je u PDA rozdělena na tři části: samotná ROM, Extended ROM a Radio ROM.

Někdy je pod pojmem ROM myšlena nejen ta část ROM obsahující operační systém, ale i Extended ROM a Radio ROM.

### ROM
Samotná ROM obsahuje pouze samotný operační systém (Win MOBILE, Palm OS atd.). V této paměti nebývají uloženy žádné informace o mobilním operátorovi nebo o výrobci zařízení. Obsah této paměti je stejný u všech zařízení se stejnou verzí operačního systému.

Operační systém se spouští buď přímo po soft resetu, nebo z SPL po master resetu nebo po nahrání nové verze operačního systému.

### Extended ROM
Extended ROM, někdy označována jako Ext_ROM, je paměť, která slouží k instalaci aplikací a nahrání souborů, které nejsou standardní součástí operačního systému. Zpravidla jsou to různé programy od daného operátora nebo od výrobce a někdy také  různá pozadí a témata. Její velikost se pohybuje okolo 10MB. Všechny soubory z Ext_ROM mají nastavený atribut jen ke čtení.
 
V této paměti jsou uloženy instalační *.cab soubory jednotlivých aplikací, daná témata a pozadí, aplikace AutoRun.exe a soubor Config.txt. Aplikace AutoRun.exe spouští samotný instalační proces. Soubor Config.txt obsahuje jak příkazy k instalaci a cesty k jednotlivým *.cab souborům, tak příkazy ke kopírování daných témat a pozadí.

Po provedení Master resetu se spustí aplikace AutoRun.exe a provedou se instrukce uvedené v Config.txt, tj. nainstalují se požadované aplikace a témata a pozadí se nakopírují do daných adresářů.

### Radio_ROM
Radio ROM (někdy jen Radio nebo Radio/GSM) je část paměti typu ROM, kde jsou uloženy informace o daném mobilním operátorovi. Zde je tedy uložena informace o případném omezení používání SIM od různých operátorů (SIM Lock). Zároveň je zde i nastavení telefonního modulu, které má vliv na životnost baterie i na kvalitu signálu a přenosu.

### CID lock (Carrier ID)
CID lock (Carrier ID), někdy také označován jako Vendor lock, je mechanismus, který má zabránit nahrání neoficiálních ROM do PDA/MDA. Oficiální ROM jsou distribuovány výrobcem nebo jiným distributorem (např. mobilním operátorem). Odstraněním CID lock ztrácí sice uživatel záruku, ale získává možnost nahrání jakékoli ROM. CID lock je uplatňován pouze při nahrávání ROM z bootloaderu, nikoli při flashování ze záložní paměti, nebo z paměťové karty. CID lock nemá žádný vliv na SIM lock, neovlivňuje tedy funkci SIM karet od různých operátorů.

Všechny bootloadery při nahrávání ROM kontrolují platnost CID, výjimku tvoří pouze HardSPL a SSPL.

SuperCID je hodnota kódu CID, která umožňuje nahrání libovolné ROM, zároveň umožňuje zápis do Ext_ROM.

## RUU
RUU (= ROM Upgrade Utility) je program pro nahrání nové ROM, Ext_ROM nebo Radio_ROM do mobilního zařízení. Zpravidla se jedná o program pro PC, který nainstaluje potřebné soubory a aplikace do připojeného PDA, kde se tyto aplikace spustí.

## XIP
Zkratka XIP (= eXecute In Place) se používá pro označení aplikací, které se spouštějí přímo z místa, kde jsou uloženy. Nenahrávají se tedy do RAM a šetří spotřebu paměti.